# Kwakiutl (Volk)

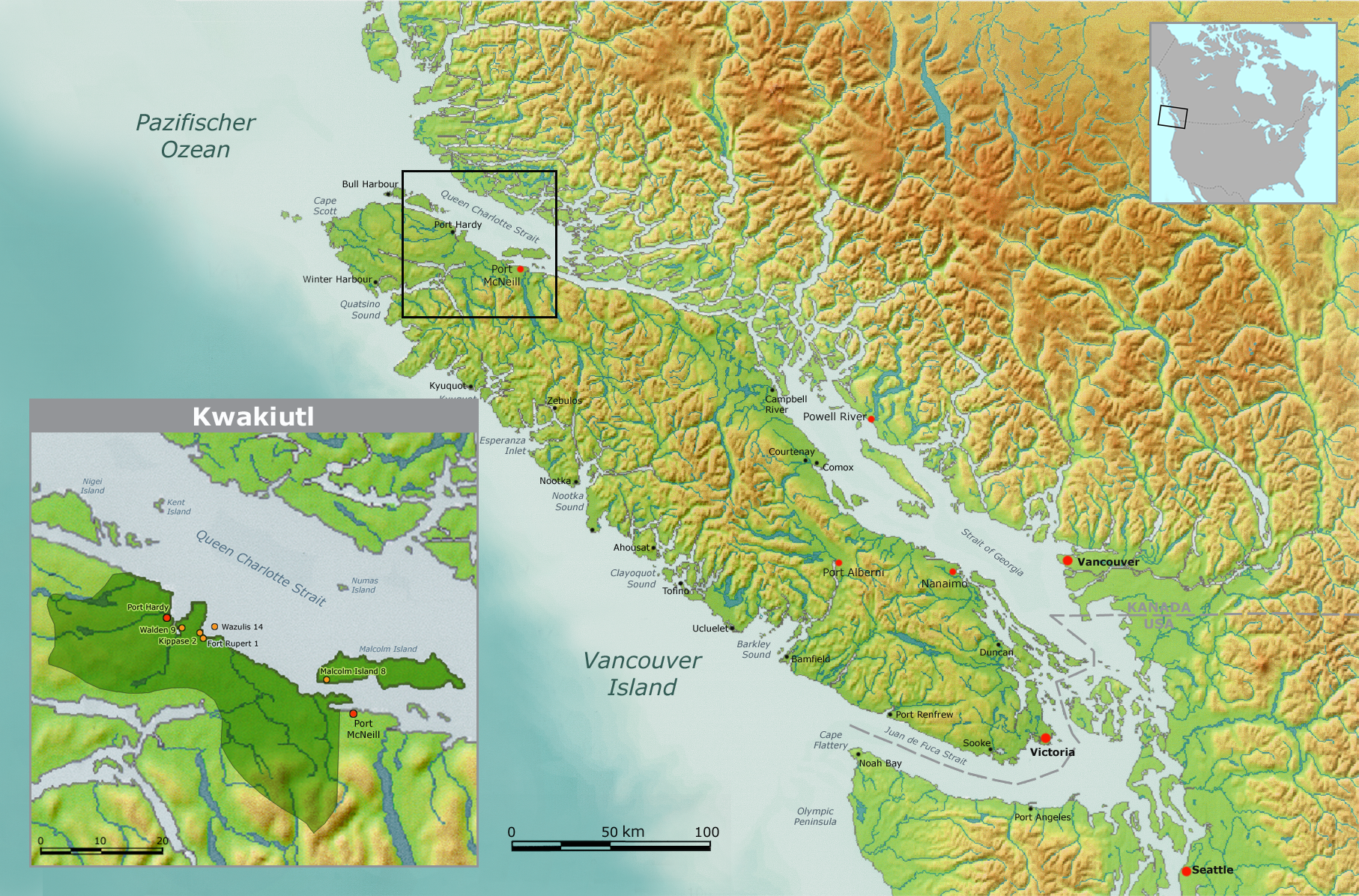
Traditionelles Territorium der Kwakiutl und heutige Hauptreservate (orange).

Die Kwakiutl oder Kwakiutl First Nation (früher: Fort Rupert Band) ist eine indianische First Nation im Norden des kanadischen Vancouver Island und gehören ethnisch-kulturell zu den Kwakwaka'wakw („Sprecher von Kwak'wala“).
Ihre Sprache gehört zur Wakash-Sprachfamilie und dort zur nördlichen Gruppe, den „Nördlichen Wakashan-Sprachen“ bzw. „Kwakiutl-Sprachen“. Der Name „Kwakiutl“ bezog sich ursprünglich nur auf die Kwagu’ł („Rauch der Welt“) mit ihrer Siedlung Tsax̱is um Fort Rupert, wurde jedoch ab etwa 1849 fälschlicherweise auf alle Kwakwaka'wakw ausgedehnt. Die Indianeragenten nannten die Stammesgruppe häufig Kwakkewlths.
Die heutige indigene „Kwakiutl First Nation“ besteht aus Nachfahren mehrerer Kwak'wala-sprachiger Stämme bzw. Siedlungen jeweils unter der Führung eines Häuptlings (diese Aufspaltung geht teilweise wohl auf einen Machtkampf zurück). Alle Stämme identifizieren sich heute als „Kwagu'ł“ (Aussprache: Kwa-gyu-thl).
- Kwakiutl oder Kwagu’ł bzw. Kwágu7lh („Rauch der Welt“; bis 1849 lebten sie in Ḵalug̱wis auf Turnour Island und zogen danach nach Tsax̱is (Fort Rupert); ihre vormalige Siedlung wurde danach von den Tlowitsis (Ławit'sis), den „Zornigen“ wiederbesiedelt)
- Walas Kwakiutl oder Lakwilala (K’abilis und Adap’e auf Turnour Island)
- K’umk’utis bzw. Komkiutis oder Tlitlekit (ursprünglich von der Robson Bight, schlossen sich 1885 den Walas Kwakiutl an)
- Kwaixa („Mörder“) oder Gweetala („die Nördlichen“)
- Kwixamut bzw. Kwixa, Kweeha („Gefährten/Anhänger des Kwixa“) oder K’umuyoyi bzw. Komoyoi („die Reichen“) (ursprünglich auf Mound Island, später zusammen mit einer kleinen Gruppe von Walas Kwakiutl bei K’abilis)

Sie sprechen einen der vier regionalen Dialekte des Kwak'wala – den Kwak̓wala-Dialekt (auch eigentl. Kwak̓wala genannt); allerdings gab es laut FPPC Bericht aus 2018 nur noch 2,3 % Muttersprachler unter den „Kwakiutl (Kwagu'ł)“, weitere 11,3 % Halbsprecher und ca. 6,4 % lernende Sprecher unter den 750 Stammesmitglieder.

## Geschichte

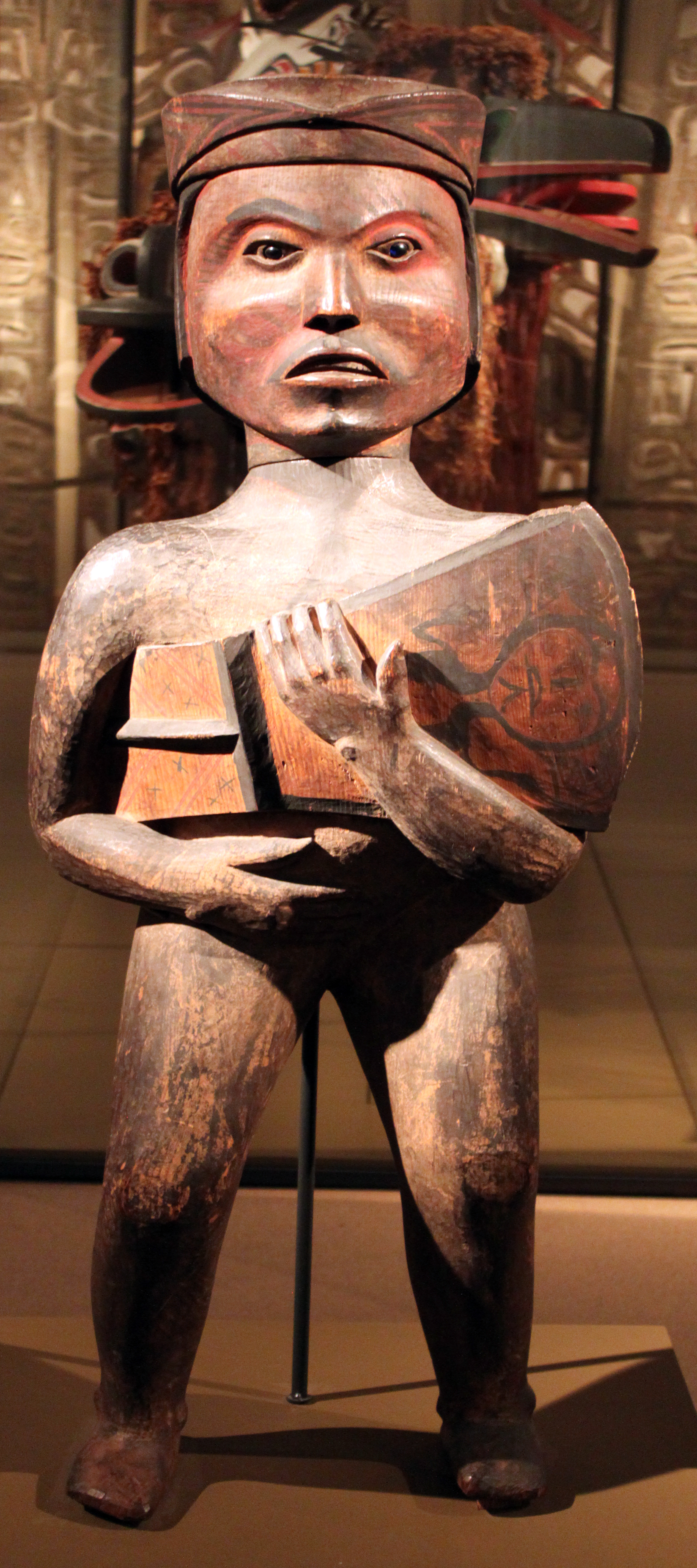
Figur eines berühmten Kwakiutl-Häuptlings mit zeremonieller Kupferplatte, dem Symbol des Reichtums, 1881, Ethnologisches Museum Berlin

Die Bezeichnung Kwakwaka'wakw umfasste 23 bis 27 durch Sprache und Kultur verbundene sowie oftmals familiär verwandte Siedlungs- bzw. Hausgruppen (später als Bands oder Stämme bezeichnet), die je einen Häuptling hatten. Man schätzt ihre Zahl auf über 19.000, doch fiel sie bis 1924 auf 1.039.
Die stark hierarchisierte und matrilineare Gesellschaft unterteilte sich in einzelne exogame Siedlungs- bzw. Hausgruppen, welche aus einer oder mehreren eng verwandten Familien bestanden, die ihre Abstammung jeweils auf einen gemeinsamen Urahnen zurückführten. Die einzelne Hausgruppe wurde je durch einen Häuptling geführt und bewohnte 20 bis mehr als 250 Menschen umfassende Siedlungen, die wiederum durch den erblichen und führenden männlichen Häuptling („House Chief“) politisch geführt wurden. Diese Siedlungen waren die gesellschaftliche und politische Organisationsform und repräsentierten die einzelnen „Stämme“.
Die Kwakiutl führen ihre Ahnen auf Sonne, Grizzlybär, Seemöwe und Donnervogel zurück, wenn dieser Mythos auch in Konkurrenz zu Schöpfergeschichten der Nachbarstämme steht, die bei den Kwakiutl erzählerische Spuren hinterlassen haben.
Nicht weit vom Stammesgebiet der Kwakiutl entfernt liegt die Bear Cove, wo die ältesten archäologischen Funde auf Vancouver Island gemacht wurden. Muschelhügel, inzwischen wichtige Überreste aus der Frühgeschichte, sind bis in die 50er Jahre bedenkenlos zu anderen Zwecken umgenutzt worden, wie z. B. während des Zweiten Weltkriegs. So wurde der shell midden bei Fort Rupert zum Ausbau des Flughafens von Port Hardy benutzt, ein Berg von 3000 m Länge, 600 m Breite und 15 bis 20 m Höhe. Überreste von Häusern und einige Petroglyphen zählen zu den wenigen archäologischen Artefakten, die allerdings noch einer Dokumentation harren.
Der Stamm unterteilte sich in ‘na’mima, was so viel wie von einer Art bedeutet. Ihre Angehörigen hießen ‘na‘mimut . Innerhalb dieser Gruppen bestand eine Hierarchie von Oberhäuptlingen, die sich auf die Ahnen zurückführten, unterstellten Häuptlingen, einfachen Stammesangehörigen und ihren Familien. Jedes ‘na’mima hatte wiederum einen gewissen Rang innerhalb des Stammes.
Unter Kwakiutl wurden wiederum vier Stämme zusammengefasst, die Kwakiutl, die K’umk’utis, die Kwixa und die Walas Kwakiutl. Diese Aufspaltung geht wohl auf einen Machtkampf zurück, daher galten die Kwaixa als „Mörder“, ihre Gegner, die Kwixamut waren die Anhänger des Kwixa. Die Kwakiutl waren die Gweetala oder nördlichen Leute, und die Kwixa waren die „reichen Leute“. Die K’umk’utis stammten von der Robson Bight und wurden Tlitlekit genannt. Sie vermischten sich 1885 mit den Walas Kwakiutl, den früheren Lakwi’lala.
Vor 1849 lebten die Kwakiutl in Kalugwis. Sie informierten Mitarbeiter der Hudson’s Bay Company im Jahr 1835 über Kohlevorkommen bei Suquash, 14 km südöstlich vom späteren Fort Rupert. 1836 steuerte das Schiff Beaver die Region an, doch die „Quaquills“, also die Kwagu’l wollten die Kohle selbst abbauen. Einige Jahre lang versorgten die Kwagu'l daher die Gesellschaft mit Kohle. Doch der Bedarf an diesem Rohstoff nahm durch die steigende Bevölkerung und vor allem durch die motorisierte Seefahrt schnell zu, so dass die US-amerikanische Firma Howland & Aspinall mit der Hudson’s Bay Company in Verhandlungen um Kohlelieferungen von Vancouver Island trat.

### Hudson’s Bay Company und britische Kolonialzeit

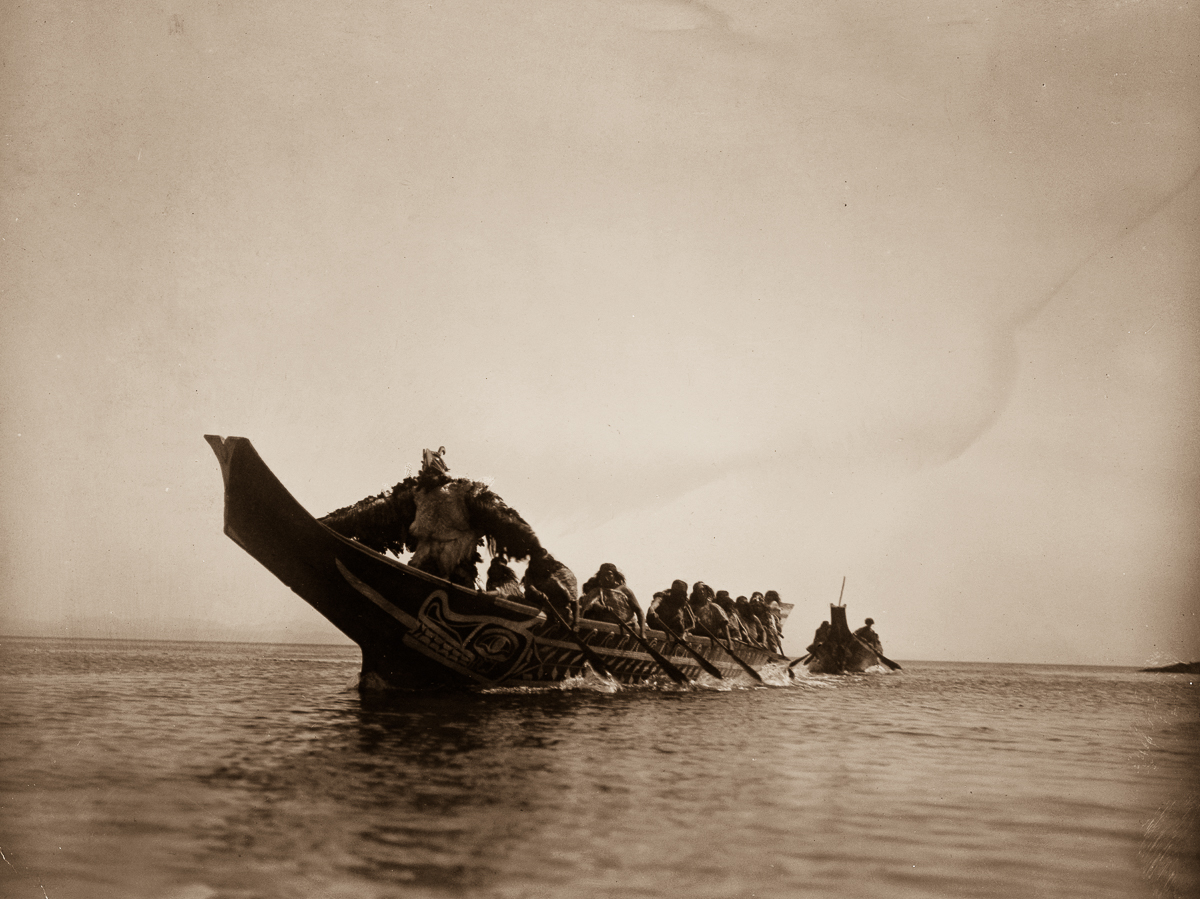
Kwakiutl auf einem Kanu, Edward Curtis 1914

Die Gesellschaft, die schon längst den Weg von einer Pelzhandelsgesellschaft zu einer umfassenden Produktions- und Handelsgesellschaft eingeschlagen hatte, war bereit zu investieren. 1849 errichtete die Hudson’s Bay Company zum Schutz einer Kohlemine Fort Rupert neben Tsaxis, einem alten Dorf. Die Kwakiutl zogen überwiegend dorthin und die Lawit’sis lebten in ihrem alten Dorf. Das Fort war die erste dauerhafte Einrichtung im Gebiet der Kwakwaka'wakw, doch die Kwakiutl beanspruchten die Kohle selbst und eroberten das Dorf zurück. So erzwangen sie am 8. Februar 1851 einen Vertrag mit der Gesellschaft. Damit sind Kwixa und Kwakiutl die einzigen Stämme der Kwakwaka'wakw, die einen der so genannten Douglas-Verträge unterzeichnet haben. Damit werden Verträge bezeichnet, die mit dem Gouverneur James Douglas abgeschlossen wurden. Sie erhielten acht Reservate um Beaver Harbour und an den Mündungen des Keogh River und des Cluxewe River. Ein größeres Waldgebiet auf Malcolm Island gehörte ebenfalls dazu.
Doch im Dezember 1865 erschien die HMS Clio vor dem Dorf und ließ es völlig zerstören. Obwohl die Kwakiutl schwere Verluste hinnehmen mussten, so wurden 70 Kanus zerstört, bauten sie in kurzer Zeit wieder 26 Häuser vor Fort Rupert auf. Dieses Dorf sollte bis um 1900 der zentrale Kultort, berühmt für seine Potlatches, werden, bis es von 'Yalis (Alert Bay) im Gebiet der 'Namgis verdrängt wurde.

### Kanada
Epidemien, vor allem die Pockenepidemie von 1862, dezimierten die Zahl der Kwakiutl bis auf 175 (1881), 1906 wurden nur noch 104 gezählt. Bereits 1850 und 1851 hatte die britische Seemacht Dörfer der Nahwitti zerstört, eines benachbarten Stammes.
1881 richtete Kanada die Kwawkewlth Indian Agency ein. Im selben Jahr kamen die ersten Völkerkundler zu den Kwakiutl und ihren Nachbarn. 1886 kam Franz Boas zu den Kwakiutl, besuchte auch die Tlatlasikwala („Those-Of-The-Ocean-Side“, Siedlung: X̱wa̱mdasbeʼ auf Na̱widi (Hope Island), mit der einstigen wichtigen Handelssiedlung „Nahwitti“), deren wenige verbliebene Angehörige sich später den Kwakiutl anschlossen.
Mit dem Fischereigesetz von 1888 schränkte die Regierung die Fischereirechte der Indianer drastisch ein. In krassem Gegensatz zur öffentlichen Begeisterung für die Kultur, die beispielsweise auf der Chicagoer Weltausstellung von 1893 erkennbar wurde, setzte die Regierung ihre kulturfeindliche Politik fort. Zugleich zogen die Museen gewaltige Mengen von kunsthandwerklichen Gegenständen an sich, vor allem zahllose Masken. Mittelsmann war George Hunt (1854–1933), Sohn eines Pelzhändlers aus Fort Rupert, der die Sprache verstand und mit einer Tlingit-Frau verheiratet war. Ihm folgten Mittelsmänner von den Stämmen selbst, wie Charles James Nowell (1870–1956) von den 'Namgis. Nach dem Tod seiner ersten Frau Lucy Homikanis von Hope Island 1908 heiratete er eine Frau aus dem Stamm der 'Nakwaxda'xw namens Tsukwani (Francine). Ob ihnen bewusst war, wie sehr sie zur Zerstörung ihrer Kulturen beitrugen, ist unklar.
1914 fertigte Edward Curtis zahlreiche Fotos und Filme von den Kwakiutl und ihren Nachbarn, die er publizierte (In the Land of the Head Hunters, 1915). Mit seinem romantischen Blick auf die Indianer, die er als Relikte steinzeitlichen Lebens betrachtete, hat er auf Jahrzehnte die Einstellung der weißen Umgebung mitgeprägt.
1881 transferierte die Church Missionary Society of London ihre Mission von Fort Rupert nach 'Yalis und die Kwawkewlth Indian Agency folgte 1896. Tsaxis verlor immer mehr an Bedeutung, zumal 1900 ein Feuer zahlreiche Häuser zerstörte.

### Residential Schools

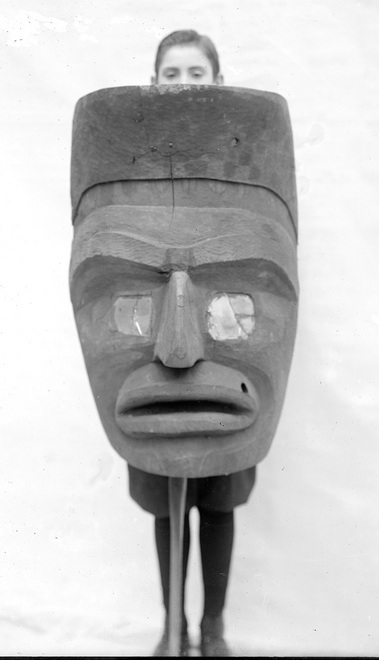
Ein Junge hält eine große Kwakiutlmaske, Museum of the American Indian, um 1920

Die Politik Kanadas richtete sich zunehmend gegen alle kulturellen Äußerungen der Ureinwohner. So wurde nicht nur die Ausübung des Potlatch untersagt, sondern alle Kinder mussten in die Residential Schools gehen, die für die Kwakiutl die St. Michael's Residential School in Alert Bay war. Dort wurde bei schweren Strafen darauf gedrungen, dass die Kinder ihre Sprache nicht benutzten, sondern Englisch sprachen. So sollte nicht nur ihre kulturelle Bindung zerstört werden, sondern sie sollten in der Masse der Kanadier aufgehen. Damit entstand zudem die Situation, dass die Kwak'wala-Sprecher häufig nicht schreiben konnten, die Englisch-Sprecher jedoch nicht mehr ihre Muttersprache beherrschten.

### Mungo Martin

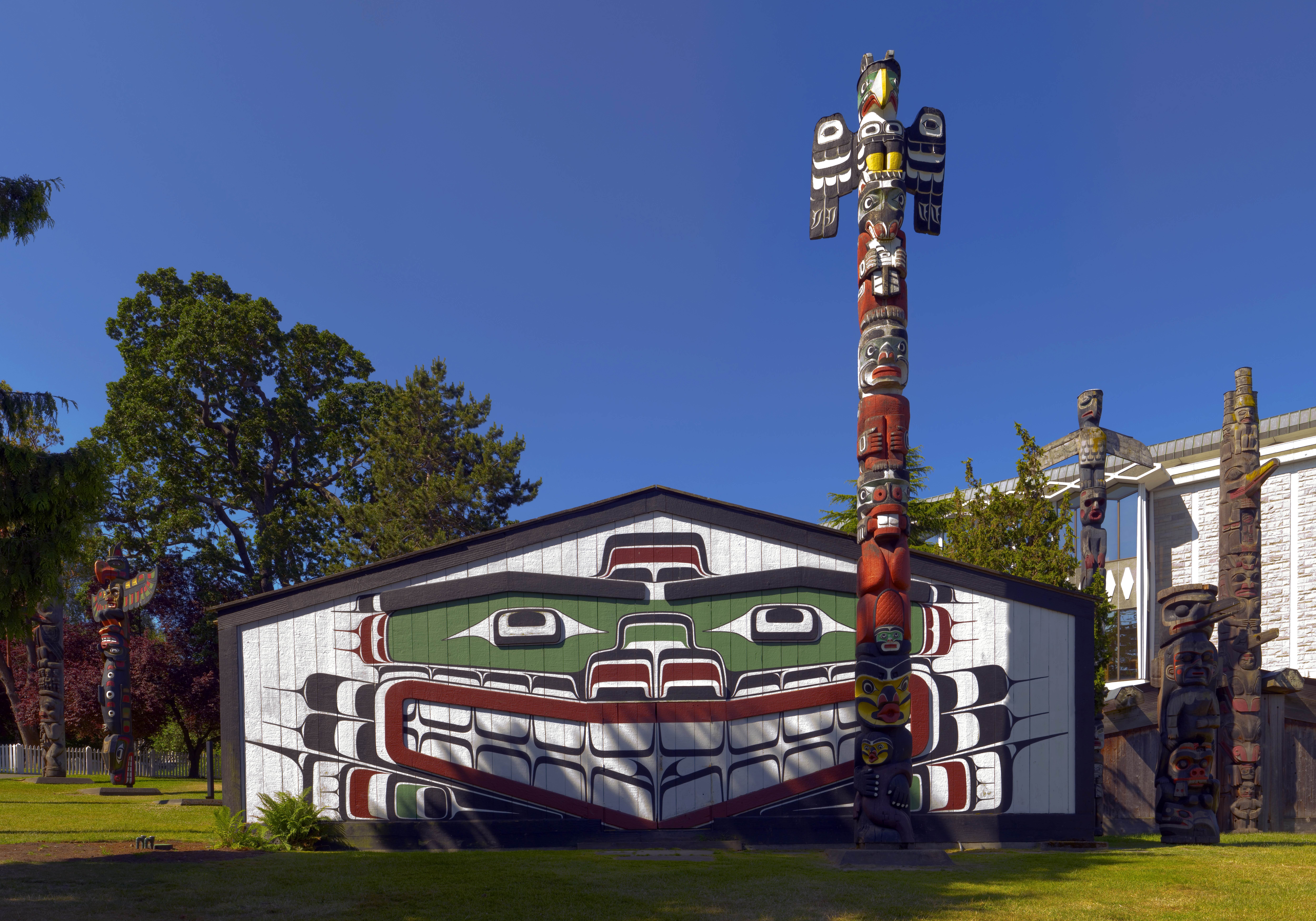
Wawadit'la, auch als Mungo Martin-Haus bekannt, erbaut von Häuptling Mungo Martin 1953 (Thunderbird Park in Victoria)

Doch brachte Tsaxis eine der einflussreichsten Künstlernaturen hervor, die maßgeblich zur Renaissance der Schnitzkunst wie der gesamten nordwestpazifischen Kultur beitrug: Mungo Martin (1879–1962), der als Carver of the Century bezeichnet wurde. Er war erblicher Häuptling der Kwakiutl. Bis 1947 arbeitete er in seinem Heimatdorf, zog dann nach Vancouver, schließlich 1952 nach Victoria, wo er die berühmten Pfähle vor dem Royal British Columbia Museum sowie den Totempfahl im Beacon Hill Park hinterließ. Doch nicht nur als bildender Künstler war er von enormem Einfluss. Er hinterließ auch 400 Lieder aus dem gewaltigen Bestand seines Stammes und seiner Familie, dazu zahlreiche Geschichten. Sein Vater war Kwicksutaineuk, seine Frau entstammte der Hunt-Familie aus Tsaxis. Seine zweite Frau, Abayah (Sarah Smith), wurde von Curtis fotografiert.
Nach der Aufhebung des Verbots des Potlatch im Jahr 1951 feierte er in Victoria ein erstes öffentliches Fest dieser Art. Doch parallel dazu hatte die Holzindustrie keine Bäume mehr übriggelassen, die für Totempfähle alt und hoch genug waren.

### Kampf um die natürlichen und kulturellen Ressourcen
Auf Wazilus (Deer Island) wurden 1986 erstmals Blockaden durch die Kwakiutl gegen die Holzgesellschaft MacMillan Bloedel durchgeführt. Der Widerstand wurde von Coreen Wilson und Dave Jacobson, beide Kwakiutl aus Tsaxis, angeführt – mit Erfolg. Ein ähnlicher Konflikt erstreckt sich seit Jahren mit Pan Fish, einem Fischzüchter, dem die Kwakiutl vorwerfen, sie um Ertragsanteile zu bringen und die ökologische Umgebung zu schädigen, insbesondere den Wildlachs.
Auch konnten die Kwakiutl nicht verhindern, dass direkt an der Bear Cove, dem Fundort der ältesten Artefakte, ein Fähranleger an der Hardy Bay gebaut wurde.
Doch die Revitalisierungsbemühungen schritten voran. 1988 begannen die Bauarbeiten an einem großen Versammlungshaus, dem Gukwdzi, 1991 folgte ein Band Office, U’gwamalis genannt, 1999 ein so genanntes day care centre, das 2000 seine Pforten öffnete. Dort werden Kulturveranstaltungen durchgeführt und warme Mahlzeiten ausgegeben. Seit einigen Jahren wird die Sprache wieder unterrichtet, es finden sich inzwischen sogar Sprachkurse im Internet.
Rupert Wilson ist heute der Häuptling der Kwakiutl. Im Juni 2006 erhob er Anklage gegen die Methoden des Raubbaus an der Natur und des Betrugs an den Indianern.
Der Stamm bemüht sich seit Jahren aktiv, die natürliche Umgebung wiederherzustellen und hat 2007 das Cluxewe Riparian Project am Cluxewe River abgeschlossen. Ebenso ist es nach drei Jahren gelungen, die Wasserqualität im Beaver Harbour so weit wiederherzustellen, dass die Fischerei wieder erlaubt werden durfte. Dennoch muss ein Teil der Meerestiere einem aufwändigen Reinigungsprozess unterzogen werden, bevor sie zum Verzehr freigegeben werden dürfen.

### Vertragsverhandlungen mit Kanada und British Columbia
Anfang 1997 traten die Kwakiutl in den so genannten British Columbia Treaty Process ein, einem sechsstufigen Vertragsprozess. Dieser begann mit der Übergabe einer Karte der traditionellen Gebiete und einer Absichtserklärung. In der zweiten Stufe werden Verhandlungsteams bestimmt, die strittigen Punkte formuliert. In Stufe 3 wird ein Zeitplan festgelegt, die genauen Inhalte fixiert. In der nächsten Stufe sollte es zu einer Art Grundvertrag kommen, auf dessen Basis auf der letzten und sechsten Stufe der Vertrag abgeschlossen werden soll. Er muss dann nur noch ratifiziert und umgesetzt werden.
Ende 2003 traten die Kwakiutl jedoch von den Verhandlungen mit British Columbia und Kanada in Phase 4 zurück. Sie verließen vorläufig die Winalagalis Treaty Group. Offenbar gibt es Auseinandersetzungen über die Rolle der Kwakiutl, die es vorziehen, auf staatliche Alimentationen zu verzichten, um die Bestimmungen aus dem Douglas-Vertrag durchzusetzen. Die Nachbarstämme sind bisher ohne jede vertragliche Abmachung.

## Religion
Vom Grundsatz her war der Glaube der Kwakiutl animistisch, da viele Naturerscheinungen als von Geistern beseelt angesehen wurden. Zentral war der Begriff Náwalak: Er stand sowohl für die Geistwesen als auch für eine übernatürliche Kraft. Zudem war er der Inbegriff einer Weltseele und Ausdruck für alles Wunderbare genau wie Manitu der Algonkin und Wakan der Sioux; allerdings stand es im Gegensatz dazu nur für das Gute und Heilige; das Böse und profane war báxwes. Zudem war Náwalak vom Menschen erwerbbar wie das Orenda der Irokesen. Jedoch nur bestimmte Wesen oder Gegenstände – wie Lachs, Lerche, Zeder, Zeremonialflöte, missgebildete Lebewesen oder Erdboden von Otterrutschbahnen – enthielten Náwalak. Ausschließlich Zwillinge waren Menschen, die von Natur aus mit dieser Kraft ausgestattet waren. Durch Gebete und verschiedene Rituale versuchte man, die Kraft zu erwerben oder positiv zu beeinflussen. Im Gegensatz zu vielen anderen Stämmen war das Leben der Kwakiutl jedoch weniger spirituell, sondern eher pragmatisch und weltlich. Der Geisterwelt wurde kein großer Einfluss auf den menschlichen Alltag beigemessen und der Kontakt zu den Geistwesen war Sache der Numayms (Clan-Gesellschaften) und spezieller Tanzbünde. Für diese religiösen Tanzgesellschaften war der Winter die wichtigste Zeit: Man warb neue Mitglieder an und erneuerte den Kontakt zu den Schutzgeistern. Weltliche Potlach-Schenkrituale begleiteten die Aufführungen der Tanzgesellschaften, die dramatische Inszenierungen von Ereignissen aus der Mythologie waren. Eng damit verbandelt war auch die Kunst – Schnitzereien, Malereien, Theater und Redekunst – die meistens einen Bezug zu tiergestaltigen Geistwesen hatte. Besonders eindrucksvoll waren dabei die Tanzkostüme und die übergroßen, mechanisch funktionierenden Masken. In diesem Rahmen fanden diverse zyklische Rituale – Namensverleihung, Eheschließung, Titelvergabe, Totengedenken – statt. Tote wurden in reich dekorierten Särgen aus Bugholz in Bäume, ein hölzernes Grabhaus, Felsspalten oder Höhlen gelegt. Die Seele eines Toten wohnte jedoch weiterhin im Haus seiner Lebenszeit und wurde ein Jahr lang für gefährlich gehalten. Das Jenseits galt als paradiesischer Ort. Es gab verschiedene Kategorien von Geisterbeschwörern, die unter anderem als Geistheiler (bei einigen Krankheiten, die als von Geistern verursacht angesehen wurden), Wahrsager oder Seelsorger tätig waren. Erste Wahl bei der Krankenversorgung waren jedoch Heiler, die pflanzliche, tierische und mineralische Stoffe sowie Bäder, Schwitzbäder und Ausbrennungen einsetzten.
Etwa ab 1880 begann eine rapide Assimilation in die euroamerikanische Kultur. Obwohl schon früher katholische Missionare bei den Kwakiutl wirkten, zeigte erst die anglikanische Christianisierung Erfolg. Erst um 1970 kam es zu einer Revitalisierung der Künste, Tänze und einiger Rituale – allerdings mehr in folkloristischer und kommerzieller Hinsicht denn in religiöser. Heute sind – nach den laufenden Erhebungen des evangelikal-fundamentalistisch ausgerichteten Bekehrungsnetzwerkes Joshua Project – bis auf vier Prozent aller Kwakiutl Christen.

## Reservate
Heute besitzen die Kwakiutl – auf der Basis des Douglas-Vertrags – acht bzw. zehn Reservate mit knapp 468 ha Fläche im Rupert District. Das mit Abstand größte ist Malcolm Island 8 (196 ha) das auf der gleichnamigen Insel zwischen der Queen Charlotte Strait und Broughton Strait liegt. 38 km östlich von Sointula liegt Walden 9 (101,9 ha), die nächstgrößeren sind Wazulis 14 (67,9 ha) und Klickseewy 7 (54, ha). An der Südseite des Beaver Harbour liegt Fort Rupert 1 (4,1 ha), wo sich im Hafengebiet auch Kippase 2 (13,8 ha), das winzige Shell Island 3 (0,3 ha) sowie Thomas Point 5 und 5a (17,8 und 9,4 ha) befinden, die am Osteingang des Hafens liegen. An der Mündung des Keogh River findet sich Keogh 6 (1,8 ha). Die meisten Kwakiutl leben in Kippase 2.
Von den 669 Stammesangehörigen lebten im Dezember 2007 genau 290 im eigenen, weitere 23 in anderen Reservaten, dazu kamen 355 Angehörige, die außerhalb von Reservaten lebten, sowie einer, der auf keinem Band Crown Land lebte. Im September 2011 waren 714 Menschen als Kwakiutl anerkannt, davon lebten 300 im eigenen, 26 in anderen und 387 außerhalb der Reservate. Heute (Stand: Februar 2021) zählen die „Kwakiutl (Kwagu'ł)“ laut dem Crown-Indigenous Relations and Northern Affairs Canada insgesamt 843 Stammesmitglieder, von denen 323 auf den eigenen Reservaten leben, weitere 37 auf Reservaten anderer First Nations, zwei Stammesmitglieder auf „Band Crown Land“ und der Rest außerhalb.